# Bethmannschule
Die Bethmannschule ist eine berufsbildende Schule in Frankfurt am Main.
Namensgeber der Bethmannschule ist die seit dem 18. Jahrhundert ansässige Bankiersfamilie Gebrüder Bethmann in Frankfurt am Main. Der Sitz der Schule ist im Bildungszentrum Frankfurter Ostend in unmittelbarer Umgebung zum Neubau der EZB sowie des Dr. Hoch’s Konservatorium.
An der Bethmannschule ist die Bundesfachklasse Investmentfondskauffrau/-mann angesiedelt. Seit dem Schuljahr 2017/18 nimmt die Bethmannschule an dem Hessischen Schulversuch Berufsfachschule zum Übergang in Ausbildung (BÜA) teil. Traditionell liegt der Schwerpunkt der Bethmannschule in der Ausbildung von Bank- und Industriekaufleuten.

## Geschichte
Frankfurts herausragende Bedeutung als zentraler Bankplatz und namhafter Industriestandort ist eng mit der Geschichte der Bethmannschule verbunden. So besuchten 1989 sämtliche Auszubildende der Frankfurter Kreditwirtschaft die Bethmannschule, die dadurch mit 1850 Bankkaufleuten an dritter Stelle hinter Hamburg und München rangierte. Die Frankfurter Industrie bildete zusammen etwa 1030 Industriekaufleute aus, von denen 1989 ca. 850 die Bethmannschule besuchten.
Die Bethmannschule existiert in der heutigen Form seit 1985. Der Ursprung geht auf die kaufmännische Berufsschule IX (1945–1958) in Frankfurt am Main zurück. Von 1958 bis 1968 gliederten sich die Industriekaufleute (Kaufmännische Berufsschule 5 bis 1963, Georg-Hartmann-Schule bis 1968) und die Bankkaufleute (Kaufmännische Berufsschule 6) auf zwei Schulen auf. Im Jahr 1968 schlossen sich die Industrie- und Bankkaufleute in der Kaufmännischen Berufsschule 3 wieder zusammen, welche 1985 in Bethmannschule umbenannt wurde.

### Bundesweit beste Ergebnisse im Sommer 2017
In den Abschlussprüfungen im Sommer 2017 konnten die Auszubildenden der Bethmannschule die Bundesweit besten Ergebnisse erzielen. So weisen die Bankkaufleute der Bethmannschule die höchste Bestehensquote von 96,5 Prozent (Hessen 95,2 Prozent, Bund 95,7 Prozent) und damit die geringste Durchfallquote von 0,9 Prozent (Hessen und Bund 1,9 Prozent) auf. Ebenfalls die Industriekaufleute haben die bundesweit höchste Bestehensquote von 97 Prozent sowie die Informatikkaufleute mit 100 % (Hessen 92,2 Prozent, Bund 93,6 Prozent). Die IT-Systemkaufleute zeigten mit 91,7 Prozent (Hessen 84,0 Prozent, Bund 89,5 Prozent) ebenfalls die beste Bestehensquote in ganz Deutschland.

### Gebäude der Bethmannschule – erstes PPP-Hochbauprojekt
Der Sitz der Bethmannschule ist im Bildungszentrum Ostend. Das Bildungszentrum Ostend war das erste in Deutschland vergebene PPP-Hochbauprojekt. Zum Inhalt des Projektauftrages gehörte die Planung, der Bau, die Finanzierung von zwei neuen Gebäuden für ursprünglich 5 Bildungseinrichtungen der Stadt Frankfurt am Main, die Volkshochschule, das Dr. Hoch’s Konservatorium, ein Abendgymnasium, die private Bankakademie sowie die Bethmannschule. In den zwei Bauteilen stehen 190 Unterrichtsräume sowie zwei Konzertsäle zur Verfügung. Das Bildungszentrum Ostend stellt ein PPP-Projekt der Südleasing GmbH, gehörend zur Landesbank Baden-Württemberg (LBBW), dar.
Aktuell teilen sich die Volkshochschule Frankfurt am Main, das Abendgymnasium Frankfurt, Dr. Hoch’s Konservatorium sowie die Bethmannschule das öffentliche Gebäude.

### Kooperation mit dem EBCM in London
Seit 1998 kooperiert die Bethmannschule mit dem ECBM in London. Hierbei nehmen Schüler aus den Berufsschulklassen an einem Studienaufenthalt in London teil, der berufsbezogen und in englischer Sprache stattfindet sowie mit Prüfungen und Zertifizierungen (Kaufmann/frau International Certificate) abschließt. Der dreiwöchige Austausch mit 30-60 Auszubildenden findet stets im Januar und Februar statt.
Aufgrund des Brexits finden die Kurse seit dem Schuljahr 2019/2020 derzeit in Dublin statt.

## Bekannte Auszubildende der Bethmannschule
- Nicola Beer

## Schulprofil
- Berufsschule für Bankkaufleute, Informatik- und IT-Systemkaufleute, Industriekaufleute und Investmentfondskaufleute
- BÜA (Berufsfachschule Übergang Ausbildung) für Wirtschaft und Verwaltung in Kooperation mit den Beruflichen Schulen Berta Jourdan-Schule
- vollschulische Berufsausbildung zum staatlich geprüften kaufmännischen Assistenten für Informationsverarbeitung
- vollschulische Berufsausbildung zum staatlich geprüften kaufmännischen Assistenten für Bürowirtschaft
- Fachoberschule in Abendform für berufstätige Erwachsene
- Zusatzunterricht zum Erwerb der Fachhochschulreife für Auszubildende

## Förderverein
Der Zweck des Vereins ist die materielle und ideelle Unterstützung der Aufgaben der Bethmannschule im Rahmen ihres berufsbildenden und allgemeinen pädagogischen Auftrags sowie die Förderung und Stärkung der Zusammenarbeit zwischen Ausbildungsbetrieben und Bethmannschule.

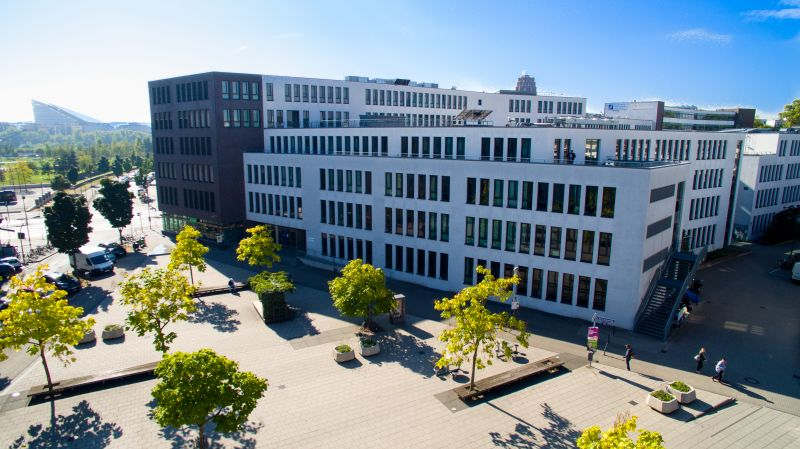
Die Bethmannschule aus der Vogelperspektive

Der Förderverein hilft bei der Anpassung der Ausstattung an die schnellen wirtschaftlichen und technologischen Veränderungen. Mitglieder oder Förderer sind in der Mehrzahl die Ausbildungsbetriebe sowie Privatpersonen.
Aktueller Vorstand des Fördervereins im Geschäftsjahr 2019
- 1. Vorsitzender: Wolfgang Raab, BVI Bundesverband Investment und Asset Management e. V.
- Stellvertretender Vorsitzender und Schatzmeister: Uwe Miehs, Frankfurter Sparkasse
- Schriftführerin: Michaela Fuchs, InWork Akademie
- Beisitzer: Michael Hintz, Samson AG

Stand: 23. Oktober 2019

## Umgebung

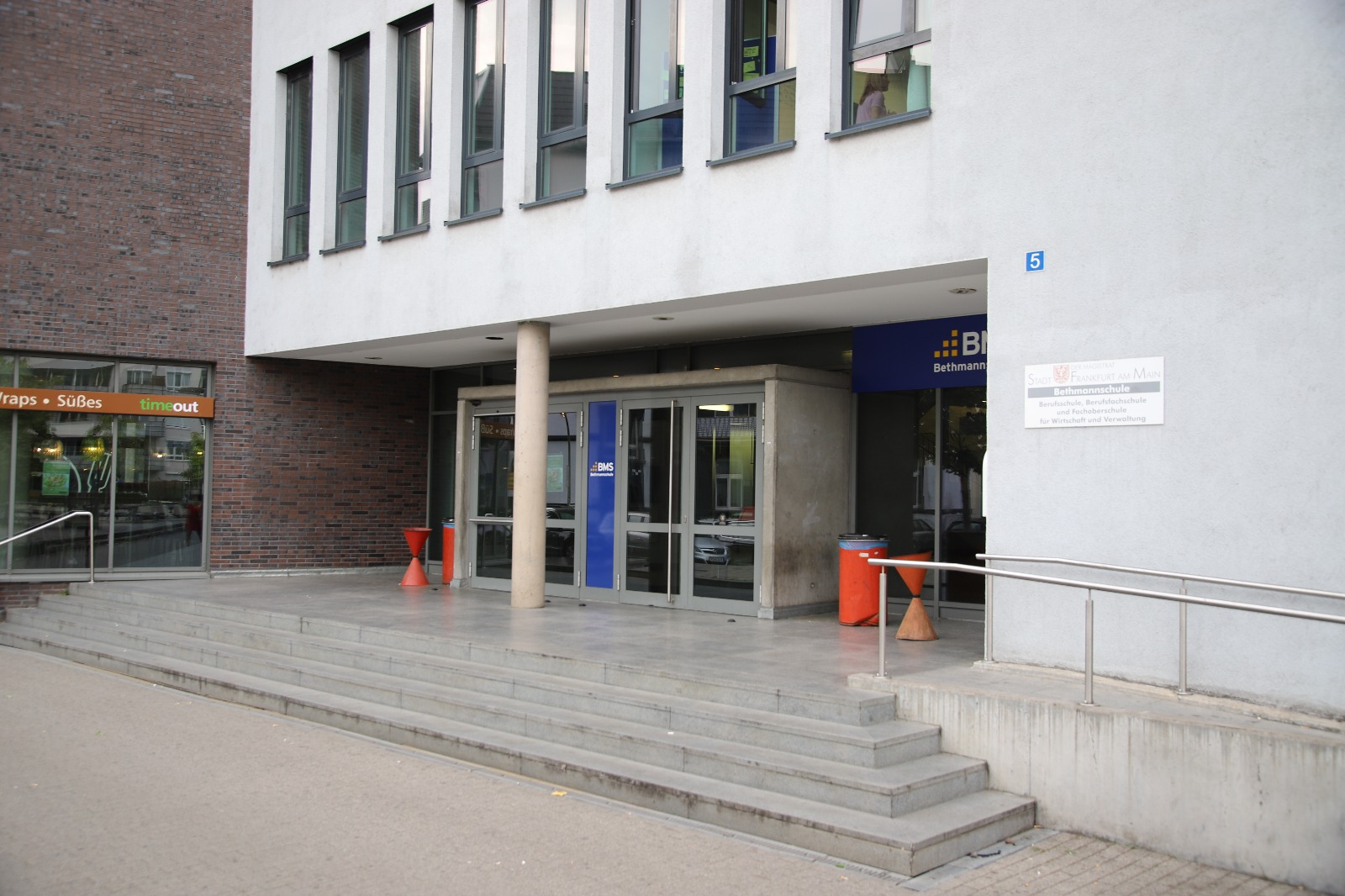
Eingang der Bethmannschule
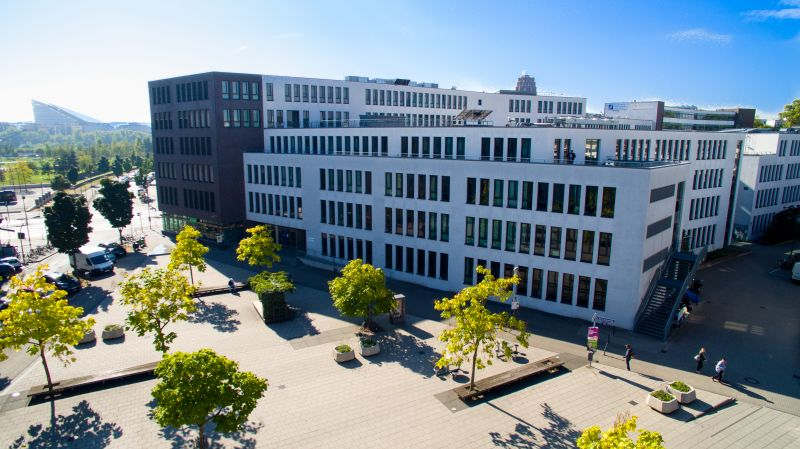
Die Bethmannschule von oben
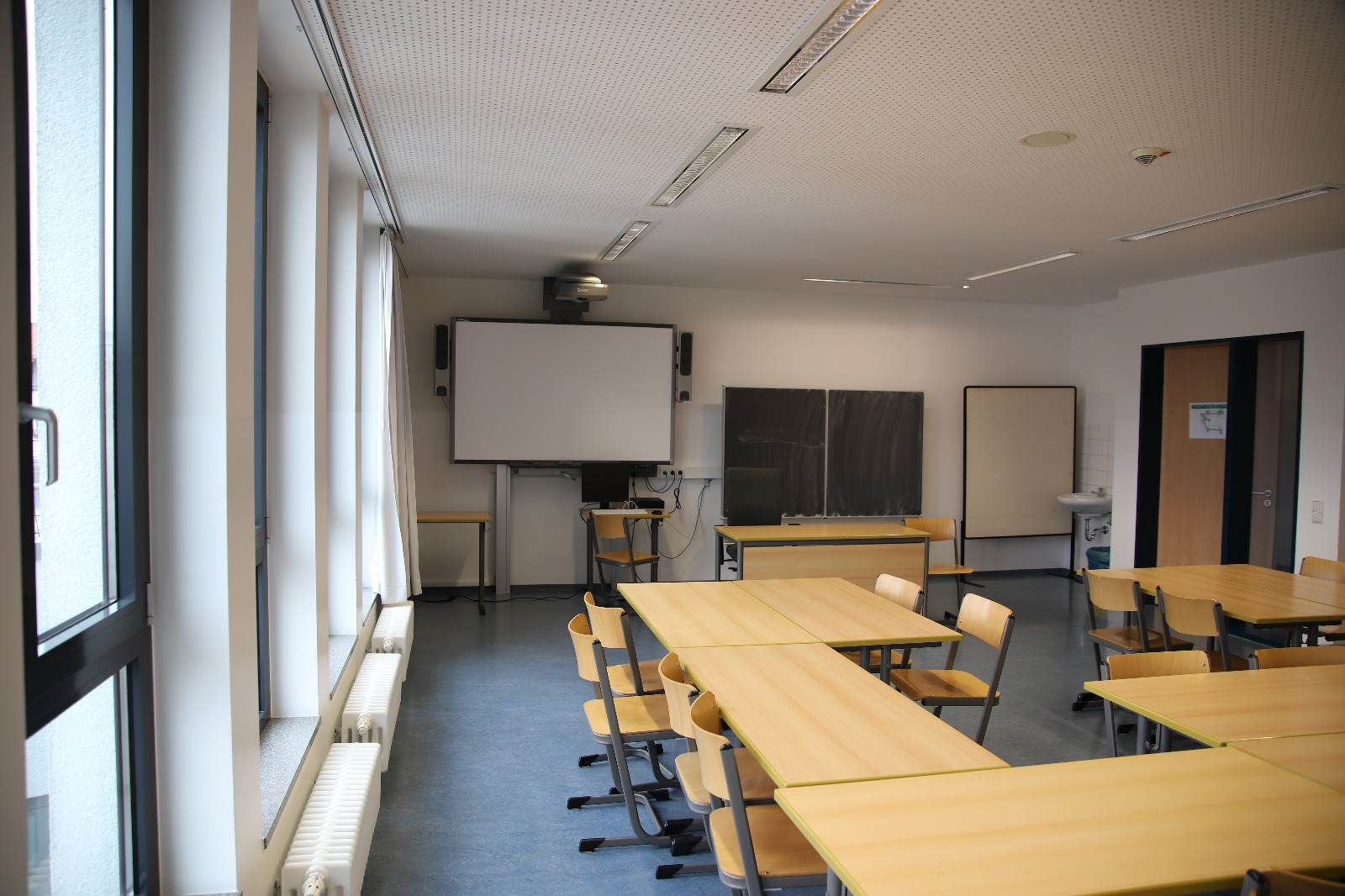
Klassenraum der Bethmannschule